# Fokino (Territorio del Litorale)
Fokino è una città della Russia, situata nell'estremo oriente russo nel Kraj Primorskij sulle coste del golfo di Pietro il Grande fra Nachodka e il capoluogo regionale Vladivostok, dal quale dista circa 130 km. Appartiene al distretto di Škotovo.
La città ha lo status di città chiusa, visto che il suo porto è la base della flotta del Pacifico.

## Società

### Evoluzione demografica
Fonte: mojgorod.ru
| 1996   | 2000   | 2003   | 2005   | 2007   | 2015   |
| ------ | ------ | ------ | ------ | ------ | ------ |
| 26 500 | 25 700 | 26 500 | 26 000 | 25 200 | 23 167 |